# Bachia oxyrhina
Bachia oxyrhina là một loài thằn lằn trong họ Gymnophthalmidae. Loài này được Rodrigues, Camacho, Sales Nunes, Sousa Recoder, Teixeira Jr., Valdujo, Ghellere, Mott & Nogueira mô tả khoa học đầu tiên năm 2008.